# Rowland Glacier
Rowland Glacier är en glaciär i Antarktis. Den ligger i Östantarktis. Nya Zeeland gör anspråk på området. Rowland Glacier ligger 784 meter över havet.
Terrängen runt Rowland Glacier är varierad, och sluttar brant österut. Trakten är obefolkad. Det finns inga samhällen i närheten. 